# Xin'angucheng
Xin'angucheng is een buurt in Nanshan (district), Shenzhen. Xin'angucheng was vroeger een belangrijke stad voor de zeemacht. Het werd in 1730 gebouw met stadsmuren en -poorten en staat ook wel bekend als de stad Nantougucheng (南头古城). In 1573 werd al het arrondissement Xin'an opgericht.
Xin'angucheng was de belangrijkste stad van dit district. Het was ook het politiek centrum dat de gebieden Zhongshan, Zhuhai, Dongguan, Hongkong en Macau omvatte. Het ligt dicht bij de rivier en de zee, waardoor het een gunstige ligging was voor de ontwikkeling van de zeemacht. In 1839 begon de Eerste Opiumoorlog tussen de Chinezen en Engelsen. Na de oorlog werd Hongkong-eiland van het arrondissement afgesneden door de Engelsen.

## Bezienswaardigheden in en rondom de buurt
- Guanditempel van Nantou
- Xinguogong Wen Tianxiangtempel